# Poker After Dark
Poker After Dark je americký pokerový televizní pořad, který původně vysílala NBC. Premiéra se odehrála 1. ledna roku 2007. Série byla zrušena 3. prosince 2011 v návaznosti na kriminální případ „Černý pátek“, do kterého byl jako jeden z obžalovaných zapojen hlavní sponzor pořadu Full Tilt Poker.  Pořad byl obnoven 14. srpna 2017. Na televizních obrazovkách byly k vidění pokerové celebrity, jako například Tom Dwan, Daniel Negreanu, Antonio Esfandiari. Epizody Poker After Dark jsou nyní natáčeny výhradně pod záštitou studia PokerGO následně vysílány na PokerGO webových stránkách, přístupné pouze platícímu publiku.

## Herní formát a divácký zážitek
Hrou bylo klasické no-limit Texas hold 'em. Blindy začaly na 100 $/200 $ a postupně se zvyšovaly. Každý z hráčů na sobě měl mikrofon a externí komentář hry byl velice omezený, což divákovi umožnilo poslouchat rozhovory hráčů během hry a získat tak intimnější pohled na názory a osobnosti jednotlivých účastníků.
Série byla původně strukturována jako série týdenních miniturnajů No Limit Texas hold 'em pro šest špičkových pokerových profesionálů. Každý týden hráči soupeřili o první místo, které znamená výhru celého prize-poolu, který se pohyboval kolem 120 000 $.
V pátém díle série je určen nejúspěšnější hráč a šestý díl celé show poté měl formát režijního sestřihu, který obsahoval ukázky z předchozích pěti dílů a komentáře či rozhovory s účastníky.
Počínaje 4. sezónou producenti začali experimentovat s různými formáty, včetně no-limit cash games a souboje Heads Up. 
Rovněž v sezónách 3, 4 a 5 byl mezi pětku profesionálních hráčů pozván jeden amatér, kterému bylo dovoleno hrát.